# Greatest Hits (Dokken)
Greatest Hits è una raccolta del gruppo musicale statunitense Dokken, pubblicata il 4 maggio 2010 dalla Cleopatra Records. Si tratta di una collezione di nuove registrazioni dei pezzi più famosi pubblicati dalla band negli anni '80, con l'aggiunta dei due brani inediti Almost Over e Magic Man.
L'album è stato inizialmente distribuito solo in formato digitale attraverso iTunes e Amazon.com nel marzo del 2010. La versione fisica è stata distribuita successivamente dalla Cleopatra Records il 4 maggio 2010.

## Tracce
1. Just Got Lucky – 4:35 (George Lynch, Jeff Pilson) versione originale nell'album Tooth and nail
2. Breaking the Chains – 3:51 (Don Dokken, Lynch)  versione originale nell'album Breaking the chains
3. Into the Fire – 4:29 (Dokken, Lynch, Pilson)  versione originale nell'album Tooth and nail
4. The Hunter  – 4:04 (Dokken, Lynch, Pilson, Mick Brown)  versione originale nell'album Under look and key
5. In My Dreams – 4:33 (Dokken, Lynch, Pilson, Brown)  versione originale nell'album Under look and key
6. It's Not Love – 5:03 (Dokken, Lynch, Pilson, Brown)  versione originale nell'album Under look and key
7. Alone Again – 4:24 (Dokken, Pilson)  versione originale nell'album  Tooth and nail
8. Dream Warriors – 4:46 (Lynch, Pilson)  versione originale nell'album Back for the attack
9. Unchain the Night – 5:22 (Dokken, Lynch, Pilson, Brown)  versione originale nell'album  Under look and key
10. Tooth and Nail – 3:38 (Lynch, Pilson, Brown)  versione originale nell'album Tooth and nail
11. Almost Over – 4:54 (Dokken, Jon Levin) – traccia inedita
12. Magic Man – 3:53 (Dokken, Levin) – traccia inedita

Tracce bonus dell'edizione giapponese
1. Bus Stop (cover dei The Hollies) – 3:38 (Graham Gouldman) traccia inedita
2. Lies (cover dei The Knickerbockers) – 2:46 (Buddy Randell, Beau Charles) traccia inedita

## Formazione

### Gruppo
- Don Dokken – voce, produzione
- Jon Levin – chitarre
- Sean McNabb – basso
- Mick Brown – batteria, voce principale in Magic Man

### Produzione
- Mike Lesniak, Darian Rundall – ingegneria del suono
- Michael Wagener, Wyn Davis – missaggio
- Mike Sutherland – missaggio (assistente)